# Чемпионат России по плаванию 1993
I чемпионат России по плаванию прошёл с 23 по 26 мая 1993 года в СК «Олимпийский», Москва.

## Призёры
Для результатов на некоторых дистанциях данные источников разнятся. В таких случаях сначала указана информация согласно протоколу с сайта russwimming.ru, затем — данные с сайта brigantina-masters.ru.

### Мужчины

#### 50 м, вольный стиль
Александр Попов (Волгоградская область) — 22,82

 Владимир Предкин (Санкт-Петербург) — 23,24

 Александр Васильев (Москва) — 23,45

#### 100 м, вольный стиль
Александр Попов (Волгоград) — 49,28

 Евгений Садовый (Волгоград) — 50,67

 Владимир Предкин (Санкт-Петербург) — 50,86

#### 200 м, вольный стиль
Евгений Садовый (Волгоградская область) — 1.49,20

 Владимир Пышненко (Ростовская область) — 1.50,14

 Юрий Мухин (Омская область) — 1.50,36

#### 400 м, вольный стиль
Евгений Садовый (Волгоградская область) — 3.51,34

 Дмитрий Лепиков (Санкт-Петербург) — 3.55,81

 Алексей Степанов (Санкт-Петербург) — 3.57,94

#### 1500 м, вольный стиль
Виктор Андреев (Челябинская область) — 15.24,03

 Алексей Акатьев (Москва) — 15.35,46

 Михаил Юзефович (Омская область) — 15.39,09

#### 100 м на спине
| Владимир Сельков (Волгоградская область) — 55,95 · Игорь Сосновский (Пензенская область) — 57,51 · Дмитрий Щербин (Белгородская область) — 58,71 | Владимир Сельков (Волгоград) — 55,95 · Владимир Шеметов (Волгоград) — 56,95 · Игорь Сосновский (Челябинск) — 57,51 |

#### 200 м на спине
Владимир Сельков (Волгоградская область) — 2.00,12

 Владимир Шеметов (Волгоградская область) — 2.03,37

 Дмитрий Щербин (Белгородская область) — 2.06,20

#### 100 м, брасс
| Виталий Киринчук (Санкт-Петербург) — 1.03,38 · Андрей Корнеев (Москва) — 1.03,01 · Дмитрий Волков (Москва) — 1.03,08 | Андрей Корнеев (Москва) — 1.03,01 · Виталий Киринчук (Санкт-Петербург) — 1.03,38 · Василий Иванов (Самара) — 1.03,50 |

#### 200 м, брасс
| Андрей Корнеев (Москва) — 2.14,87 · Станислав Лопухов (Калужская область) — 2.16,77 · Александр Ткачёв (Санкт-Петербург) — 2.17,71 | Д. Гришин (Москва) — 2.14,87 · Станислав Лопухов (Калуга) — 2.16,77 · Александр Ткачёв (Санкт-Петербург) — 2.17,71 |

#### 100 м, баттерфляй
Денис Панкратов (Волгоград) — 53,29

 Владислав Куликов (Москва) — 54,70

 А. Козырев (Волгоград) — 55,40

#### 200 м, баттерфляй
Денис Панкратов (Волгоградская область) — 1.58,69

 Дмитрий Чернышов (Омская область) — 2.05,83

 Павел Иванов (Москва) — 2.05,90

#### 200 м, комплексное плавание
Алексей Батухтин (Челябинская область) — 2.05,53

 Александр Савицкий ( Казахстан) — 2.05,55

 Виталий Киринчук (Санкт-Петербург) — 2.07,04

#### 400 м, комплексное плавание
Сергей Линников (Волгоградская область) — 4.31,68

 Григорий Матузков (Омская область) — 4.32,30

 Игорь Федосеев (Санкт-Петербург) — 4.33,55

#### Эстафета 4 × 100 м, вольный стиль
Санкт-Петербург (Роман Егоров, Дмитрий Лепиков, Евгений Курилкин, Владимир Предкин) — 3.24,82

 Москва (Александр Васильев, Иван Агарков, Владислав Куликов, Алексей Кудрявцев) — 3.24,94

 Омск-1 (Юрий Мухин, Григорий Матузков, Александр Старовойтов, Андрей Каташов?) — 3.30,47

#### Эстафета 4 × 200 м, вольный стиль
Москва (Алексей Кудрявцев, Иван Агарков, Сергей Гришокин, Алексей Заводников) — 7.41,80

 Санкт-Петербург (Александр Соломонов, Игорь Смирнов, Марк Карелин, Алексей Степанов) — 7.47,29

 Регион «Юг» (Владимир Сельков, Сергей Линников, Александр Клочков, Сергей Комаров) — 7.52,47

#### Комбинированная эстафета 4 × 100 м
Москва (Андрей Нацевичюс, Дмитрий Волков, Владислав Куликов, Александр Васильев) — 3.49,36

 Санкт-Петербург (Виталий Киринчук, Денис Гришин, Пётр Покрышев, Роман Егоров) — 3.51,85

  Казахстан-1 (Сергей Ушкалов, Александр Савицкий, Андрей Гаврилов, Сергей Борисенко) — 3.51,85

### Женщины

#### 50 м, вольный стиль
| Наталья Мещерякова (Москва) — 26,35 · Евгения Ермакова ( Казахстан) — 26,59 · Светлана Лешукова (Челябинская область) — 26,61 | Наталья Мещерякова (Самара) — 26,35 · Евгения Ермакова ( Казахстан) — 26,59 · Е. Шубина (Москва) — 26,64 |

#### 100 м, вольный стиль
Наталья Мещерякова (Москва) — 56,66

 Евгения Ермакова ( Казахстан) — 56,78

 Елена Шубина (Москва) — 57,39

#### 200 м, вольный стиль
Ольга Кириченко (Волгоградская область) — 2.03,03

 Наталья Каюмова (Москва) — 2.03,93

 Елена Козлова (Санкт-Петербург) — 2.04,56

#### 400 м, вольный стиль
Ольга Кириченко (Волгоградская область) — 4.18,05

 Александра Рытко (Москва) — 4.27,71

 Ольга Гусева (Москва) — 4.27,80

#### 800 м, вольный стиль
Наталья Козлова (Москва) — 8.55,39

 Ольга Гусева (Москва) — 8.57,95

 Ольга Кузнецова (Волгоградская область) — 9.06,29

#### 100 м на спине
| Нина Живаневская (Самарская область) — 1.01,99 · Елена Козлова (Санкт-Петербург) — 1.05,07 · Елена Гусева (Волгоградская область) — 1.06,52 | Т. Козлова (Москва) — 1.06,91 · Т. Рябкова (Москва) — 1.07,04 · Наталья Крикунова (Курган) — 1.10,28 |

#### 200 м на спине
Нина Живаневская (Самарская область) — 2.15,45 

 Татьяна Литовченко (Самарская область) — 2.18,53

 Татьяна Козлова (Москва) — 2.20,16

#### 100 м, брасс
Елена Макарова (Москва) — 1.11,93

 Е. Михайлова (Санкт-Петербург) — 1.12,76

 Анна Никитина (Санкт-Петербург) — 1.13,08

#### 200 м, брасс
Анна Никитина (Санкт-Петербург) — 2.32,09

 Виктория Александрова (Санкт-Петербург) — 2.35,71

 Галина Таран (Москва) — 2.38,43

#### 100 м, баттерфляй
Наталья Крупская (Москва) — 1.02,07

 Ольга Кириченко (Волгоградская область) — 1.02,26

 Светлана Поздеева (Самарская область) — 1.02,39

#### 200 м, баттерфляй
Наталья Крупская (Москва) — 2.15,41

 Наталья Яковлева (Пензенская область) — 2.15,73

 Светлана Поздеева (Самарская область) — 2.16,94

#### 200 м, комплексное плавание
Дарья Шмелёва (Волгоградская область) — 2.18,71

 Елена Ковешникова (Санкт-Петербург) — 2.21,55

 Татьяна Колянова (Санкт-Петербург) — 2.21,98

#### 400 м, комплексное плавание
| Дарья Шмелёва (Волгоградская область) — 4.48,72 · Наталья Козлова (Москва) — 4.59,06 · Елена Ковешникова (Санкт-Петербург) — 5.06,68 | Дарья Шмелёва (Волгоград) — 4.48,72 · Елена Ковешникова (Санкт-Петербург) — 5.06,68 · Светлана Денисова (Санкт-Петербург) — 5.10,22 |

#### Эстафета 4 × 100 м, вольный стиль
Москва (Наталья Мещерякова, Анастасия Холомеева, Наталья Каюмова, Елена Шубина) — 3.54,55

 Санкт-Петербург (Татьяна Егорова, Татьяна Колянова, Наталья Шестакова, Наталья Банковская) — 3.59,11

 Пензенская область (Илона Холодкова, Галина Троицкая, Наталья Яковлева, Елена Денисова) — 4.05,63

#### Эстафета 4 × 200 м, вольный стиль
Санкт-Петербург (Наталья Банковская, Наталья Шестакова, Светлана Косицкая, Елена Козлова) — 8.32,88

 Москва (Александра Рытко, Евгения Сеткина, Наталья Козлова, Наталья Каюмова) — 8.42,67

 Пензенская область (Елена Денисова, Галина Троицкая, Наталья Яковлева, Илона Холодкова) — 8.46,19

#### Комбинированная эстафета 4 × 100 м
Москва (Наталья Козлова, Ольга Прохорова, Ирина Анисимова, Наталья Мещерякова) — 4.20,90

 Санкт-Петербург (Елена Козлова, Анна Никитина, Татьяна Колянова, Светлана Косицкая) — 4.21,79

 Республика Коми (Юлия Борсова, Оксана Моисеева, Наталья Тверскова, Оксана Сухомлина) — 4.39,19